# Río Gauja
El río Gauja (en estonio Koiva jõgi; livonio, Koiva; alemán, Livländische Aa) es uno de los más largos ríos de Letonia, con una longitud de 452 km y una cuenca hidrográfica de 8.900 km². Su fuente está en las colinas al sureste de Cēsis. Primero fluye hacia el este y el norte y forma frontera con Estonia durante unos veinte kilómetros. Al sur de Valga y Valka, gira al oeste hacia Valmiera, continuando hacia el suroeste cerca de Cēsis y Sigulda. El Gauja fluye al mar Báltico al noreste de Riga.
En el municipio de Cēsis, municipio de Sigulda y municipio de Ādaži el Gauja ha formado el más profundo valle fluvial en Letonia con orillas de hasta 90 metros de alto. Esta parte del valle del Gauja contiene numerosos monumentos culturales y naturales y fue declarado parque nacional, el parque nacional de Gauja en 1973.
El explorador letón Aleksandrs Laime dio el nombre Gauja al río que alimenta el Salto Ángel en Venezuela.

## Referencias

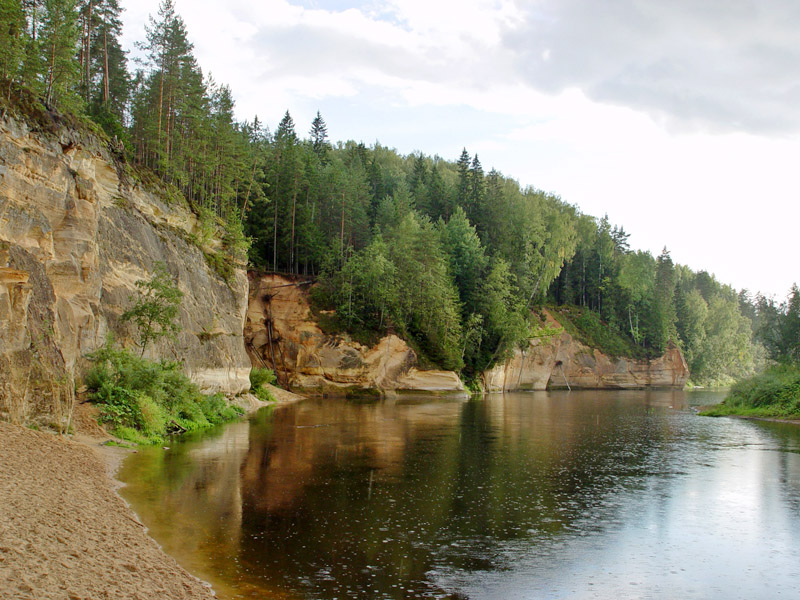
Acantilados de arenisca devoniana - acantilados de Ērgļu en Gauja